# Награди на филмовата академия на САЩ
Оскар пренасочва насам.  За други значения вижте Оскар (пояснение).
Награда на филмовата академия на САЩ (съкращавана като „Награда на Академията“), известна още като Оскар, е най-значимата филмова награда в САЩ. Тя се дава всяка година от Академията на филмовите изкуства и науки – професионална почетна организация, в която към 2025 г. има 9905 гласуващи лица. Най-скорошната Церемония по връчване на наградите „Оскар“ се проведе на 3 март 2025 г. Тя е деветдесет и седмата по ред.
Наградите са известни като „Оскари“ по името на наградната статуетка.

## История
Първите награди са раздадени на банкет в Блосъм рум в холивудския Рузвелт Хотел на 16 май 1929 г., но сред участниците в банкета няма особено напрежение, тъй като имената на победителите са известни от 18 февруари, 3 месеца по-рано. Първите наградени филми са заснети между 1 август 1927 г. и 31 юли 1928 г. Първоначално гласуват всичките членове на Академията, като номинират кандидатите във всички категории. След това пет комисии определят десетимата претенденти с най-много гласове за номинации в по три категории. Компетентно жури от петима членове отличава финалистите. От 23 март 2002 г. насам, церемонията по награждаването се състои в специално посветения на това „Дом на Оскарите“ – кинотеатъра Кодак (от 01.05.2012 преименуван на Долби Тиатър) в Холивуд, недалеч от Рузвелт Хотел.

## Статуетката
Статуетката представлява фигура на рицар в цял ръст, в стил ар деко, подпрян на меч и стъпил на ролка за кинолента с пет спици, представящи основите на Академията: актьори, сценаристи, режисьори, продуценти и технически специалисти. Фигурата е изработена от бронз, електролитно позлатен с 24-каратово злато, висока е 34,3 cm, тежи 3,8 kg. Статуетката е поставена на черна метална основа. Името на лауреата, съответната категория „Оскар“ и названието на филма се гравират на основата на статуетката едва след присъждането на наградата. Една статуетка се изработва за около 10 часа и струва 850 долара.
Не е съвсем ясно как наградата получава името си. Най-популярната история гласи, че библиотекарката на Академията Маргарет Херик, виждайки статуетката на една маса, възкликва: „Досущ прилича на моя чичо Оскар!“. За първи път името е употребено от Уолт Дисни през 1934 г. в негова реч. Въпреки че в пресата това наименование набира популярност в края на 1930, Академията приема официално неговата употреба едва през 1939 г.

## Оскарите от А до Я
Всяка година телевизионни коментатори, филмови и литературни критици правят списъци на любопитни моменти от събитието на годината за Филмовата Академия. Това е повод за смях, равносметка и много нови контракти.

## Категории
Наградите се раздават „за най-добрите“ в различни категории, които се променят в историята. През годините са създавани нови категории и са отменяни други.
| Година на създаване | Актуални категории                                 | Отменени категории                                          | Година на отменяне |
| ------------------- | -------------------------------------------------- | ----------------------------------------------------------- | ------------------ |
| 1927                | актриса (главна женска роля)                       | режисьор на комедия                                         | 1928               |
| 1927                | актьор (главна мъжка роля)                         | заглавие на филм                                            | 1928               |
| 1927                | декори                                             | уникална артистична продукция                               | 1928               |
| 1927                | операторска работа                                 | режисьор на комедия                                         | 1928               |
| 1927                | режисура                                           | оригинален сценарий                                         | 1956               |
| 1927                | сценарий адаптация                                 | оригинална комедийна музикална партитура                    | 1928               |
| 1927                | технически ефекти                                  | оригинална история                                          | 1956               |
| 1927                | филм                                               | -                                                           | -                  |
| 1930                | звуков микс                                        | -                                                           | -                  |
| 1931                | късометражен анимационен филм                      | -                                                           | -                  |
| 1931                | научно-техническа награда (присъждана на три нива) | -                                                           | -                  |
| 1932                | -                                                  | късометражен новаторски филм                                | 1935               |
| 1933                | асистент режисьор                                  | -                                                           | -                  |
| 1934                | оригинална песен                                   | -                                                           | -                  |
| 1934                | оригинална музикална партитура                     | -                                                           | -                  |
| 1935                | филмов монтаж                                      | -                                                           | -                  |
| 1935                | -                                                  | хореография                                                 | 1937               |
| 1936                | поддържаща мъжка роля                              | цветен късометражен филм                                    | 1937               |
| 1936                | поддържаща женска роля                             | среднометражен документален репортаж (две стандартни ролки) | 1956               |
| 1939                | специални визуални ефекти                          | -                                                           | -                  |
| 1940                | оригинален сценарий                                | -                                                           | -                  |
| 1941                | кратък документален репортаж                       | -                                                           | -                  |
| 1943                | пълнометражен документален филм                    | -                                                           | -                  |
| 1947                | чуждоезичен игрален филм                           | -                                                           | -                  |
| 1948                | дизайн на костюмите                                | -                                                           | -                  |
| 1963                | монтаж на звуковите ефекти                         | -                                                           | -                  |
| 1981                | грим                                               | -                                                           | -                  |
| 2001                | пълнометражен анимационен филм                     | -                                                           | -                  |
| 2022                | на публиката                                       | -                                                           | -                  |

Категориите се класифицират по групи.
| Група категории            | Актуални категории              | Отменени категории |
| -------------------------- | ------------------------------- | ------------------ |
| Оскари за заслуги          | 24                              | 6                  |
| Специални Оскари           | 5 (2 редовно и 3 нередовно)     | 1                  |
| Научни и технически Оскари | 3 (статуетка, плакет и цитат) * | 0                  |

{\displaystyle *} Две други награди допълват тази категория:
- Награда Гордън Е. Сойер – статеутка „Оскар“, връчвана нередовно от 1982 до 2018 г. на отделна церемония преди основната.
- Медал за похвала на Джон А. Бонър – връчван нередовно от 1978 до 2018 г. на основната церемония.

Така всяка година се дават различен брой награди. Оскари се връчват обикновено в 24 категории до 2020 г. и в 23 категории от 2021 г. На предварителна церемония се дават 3 или 4 почетни награди.